# 布拉姆的异想世界
《布拉姆的異想世界》（又译《Fidgety Bram》）是2012年由Anna van der Heide导演的一部荷兰家庭影片，由Tamara Bos担任编剧，他本人还是该部影片原繪本的作者。

## 故事梗概
布拉姆（Bram Baas）将要上小学一年级了。他是个充满智慧的男孩，有着把在生活四周觀察到的奇特发明和相当困难的单词有条不紊地记录在笔记本上的习惯。
他無法像学校要求的那样长时间地坐着不动并全神贯注。正因如此，布拉姆与他的鱼老师（Fish，由 Rene Underwood飾演）发生了摩擦。布拉姆从鱼老师手里救下了一只苍蝇（苍蝇的复眼正是布拉姆记录在筆記本裡的奇特發明之一），他拿一只玻璃杯抓住了苍蝇，然后让它自由。然而，这一举动招致了惩罚，布拉姆不得不在走廊的座位上罚坐。
布拉姆想发明了一部火箭巴士，他的妈妈鼓励他，那必須要學好算数，這激勵他盡力完成算数作業。
有一天布拉姆裝病不想上學，另一天从学校跑了出来，后来才在公园被找到。一天在學校，布拉姆爬上了一只櫃子，他的鱼老师企图让他下来，结果櫃子整个倒下来，导致鱼老师严重的腿部骨折。这一经历被记录在了布拉姆的笔记本裡。对布拉姆来说，也许转学是更好的选择。他的父母也有时为如何教育他而吵架。班里来了个代课老师马克（由 Egbert Jan Weeber飾演），他显然更能理解孩子无法长久地坐在椅子上，于是想了个办法，寻找合适的时机让班里的孩子站起来绕着教室转圈。布拉姆最终还是向鱼老师道歉了（尽管布拉姆覺得这不是他的错），並且被允許可以不時到外面跑一會兒。

## 演员表
| 角色                      | 演员                                     |
| ------------------------- | ---------------------------------------- |
| 布拉姆（Brammetje Baas）  | Coen van Overdam                         |
| Master Fish               | René Groothof （页面存档备份，存于）     |
| 布拉姆的妈妈（ Els Baas） | Katja Herbers （页面存档备份，存于）     |
| kimmetje Baas             | Roos Marijn van der Hoek                 |
| 布拉姆的爸爸（Jaap Baas） | Tjebbo Gerritsma （页面存档备份，存于）  |
| Master Mark               | Egbert Jan Weeber （页面存档备份，存于） |
| Liselore Lusjes           | Isabelle Smit                            |

## 关于影片
- 时长：83分钟
- 语言：荷兰语
- 发行国家：荷兰
- 制片/发行公司：Benelux Film Distribution
- 上映时间：2012年6月27日
- 上映地区：
- 2012年6月27日 荷兰
- 2012年9月29日（荷兰电影节）荷兰
- 2012年12月15日（迪拜国际电影节）阿拉伯联合酋长国
- 2013年3月27日 比利时
- 2013年8月30日 挪威
- 2013年10月25日 瑞典
- 2013年11月14日（DVD＆蓝光首映）德国
- 2014年2月16日（吉普斯夸）西班牙
- 2015年2月6日 波兰
- 2015年7月16日 CCTV-6 中国

### 获奖情况
- 2012年 获 Cinekid Film Award 的 Best Dutch Film
- 2013年 于 Pula Film Festival 获 Young Cinephiles Award 提名
- 2013年 于 Rembrandt Awards（伦勃朗奖）获 Best Dutch Youth Film 及 Best Film Song 提名

### 官方网站
- http://brammetjebaas.nl/ （页面存档备份，存于）